# 焦利
焦利（1955年4月—），男，河北正定人，中华人民共和国传媒人物，曾任中国中央电视台台长。

## 生平
焦利曾在《辽宁日报》任职，后任中共遼寧省委宣傳部部長。2008年10月任中共中央宣傳部副部長。2009年5月16日，接替赵化勇担任中央電視台台長。
其在审查2010年春节晚会节目的时候，听到了重组的小虎队演唱的《爱》，似乎不知道《爱》是一首老歌，于是向身边的工作人员称赞道：我觉得这个歌不错，通过我们春晚，将来一定能红。
2011年11月24日被免去中央电视台台长职务，后赴新闻出版总署任副署长。